# Parada de Bulevar del Pla (TRAM Alicante)
Bulevar del Pla es una parada del TRAM Metropolitano de Alicante donde presta servicio la línea 2. Está situada en los límites de los barrios Garbinet y Pla del Bon Repós.

## Localización y características
Se encuentra ubicada en el bulevar central de la avenida Periodista Rodolfo de Salazar, conocida popularmente como Bulevar del Pla, desde donde se puede acceder. En esta parada se detienen los tranvías de la línea 2. Dispone de dos andenes y dos vías.

## Líneas y conexiones
| << Cabecera | < Estación            | Línea | Estación > | Cabecera >>             |
| ----------- | --------------------- | ----- | ---------- | ----------------------- |
| Luceros     | La Goteta-Plaza Mar 2 |       | Garbinet   | Sant Vicent del Raspeig |